# Olmeta-di-Tuda
Olmeta-di-Tuda (korsisch und italienisch Olmeta di Tuda) ist eine Gemeinde mit 563 Einwohnern (Stand 1. Januar 2022) im Département Haute-Corse auf der französischen Insel Korsika.

## Geografie
Olmeta-di-Tuda liegt im Nordosten von Korsika in der Landschaft Nebbio auf einer mittleren Höhe von 115 Metern über dem Meer, 13 Kilometer südwestlich von der Hafenstadt Bastia, dem Sitz der Präfektur des Départements Haute-Corse. Die Ortschaft ist von den Nachbargemeinden Vallecalle, Oletta und Rutali umgeben. Das Gemeindegebiet hat eine Fläche von 17,4 Quadratkilometern.

## Geschichte
Der Ortsname Olmeta ist von dem korsischen Wort òlmu für ‚Ulmen‘ abgeleitet.
Im Zweiten Weltkrieg (1939–1945) war Olmeta-di-Tuda Schauplatz einer Befreiungsschlacht. Am 30. September 1943 kämpfte dort die korsische Résistance gemeinsam mit dem 1. Regiment der Tirailleurs marocains (‚Tirailleure aus Französisch-Marokko‘) gegen die deutschen Besatzer. Am Ort der Schlacht wurde später ein Denkmal errichtet.

### Bevölkerungsentwicklung
| Jahr      | 1962 | 1968 | 1975 | 1982 | 1990 | 1999 | 2007 | 2017 |
| --------- | ---- | ---- | ---- | ---- | ---- | ---- | ---- | ---- |
| Einwohner | 191  | 204  | 150  | 221  | 247  | 291  | 328  | 488  |

## Kultur und Sehenswürdigkeiten
Die Kirche de l’Assomption (‚Mariä Himmelfahrt‘) wurde im 17. Jahrhundert im Stil der klassizistischen Renaissance errichtet. Sie besitzt zwei kleine Glockentürme, die über der Eingangsfassade thronen. In der Kirche befinden sich drei Gemälde aus dem 17. Jahrhundert. „Die Verkündigung“ wurde 1627 von dem aus Bastia stammenden Künstler Nicolao Castigliani gemalt. Die „Opferung Isaaks“ wurde von Michelangelo Merisi da Caravaggio (1571–1610) gemalt. Das dritte Gemälde stellt die Jesus dar, der die Händler aus dem Tempel vertreibt. Die drei Bilder wurden als Monument historique (‚historisches Denkmal‘) klassifiziert.

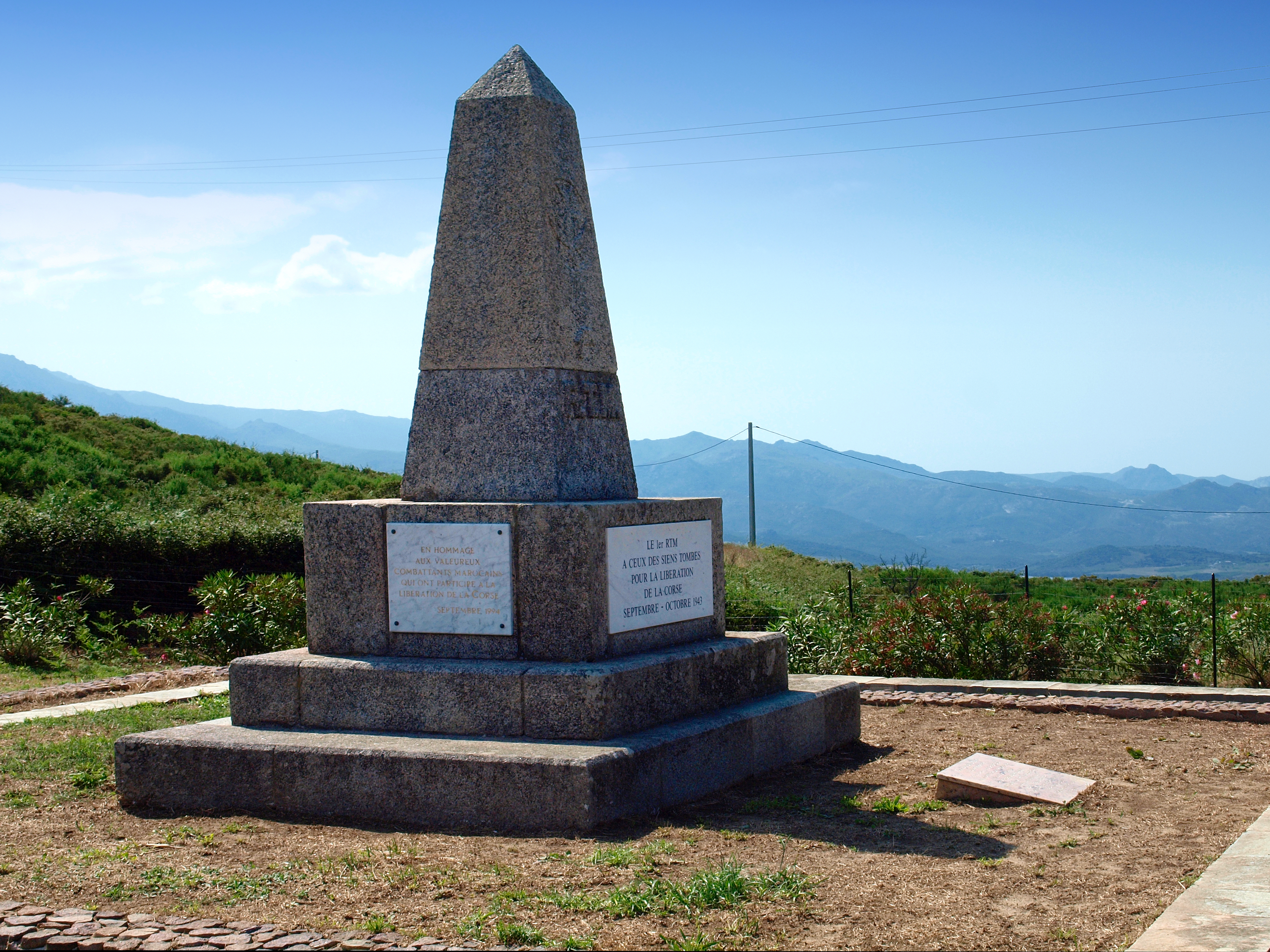
Denkmal für die Gefallenen des 1. Regiments der Tirailleurs marocains

Das Schloss Château de Tuda besteht aus zwei Herrenhäusern aus dem 16. Jahrhundert, die ursprünglich der seigneurialen Familie Campocasso und dem Kammerprokurator Casale gehörten. Louis Visconti (1791–1853) verband die Gebäude im 19. Jahrhundert. Jean de Lattre de Tassigny (1889–1952) nutzte das Schloss 1943 während der Befreiung von Korsika als Hauptquartier. Das Schloss befindet sich heute im Privatbesitz und ist in das Zusatzverzeichnis der Monuments historiques eingetragen.
Es existieren noch einige Gebäude, die zu einer Kupfermine gehören, die im 19. Jahrhundert eingerichtet worden  war. Der Betrieb wurde 1909 endgültig eingestellt.

## Persönlichkeiten
- Jean Casale (1893–1923), Fliegerass im Ersten Weltkrieg (1914–1918)[5]